# Bolesław Bierut
Boleslaw Bierut (18. dubna 1892 – 12. března 1956) byl polský komunistický politik, jeden z klíčových představitelů socialistického režimu v Polsku po druhé světové válce. V letech 1947–1952 byl prezidentem Polska. V letech 1952–1954 předsedou rady ministrů (premiérem).

## Život

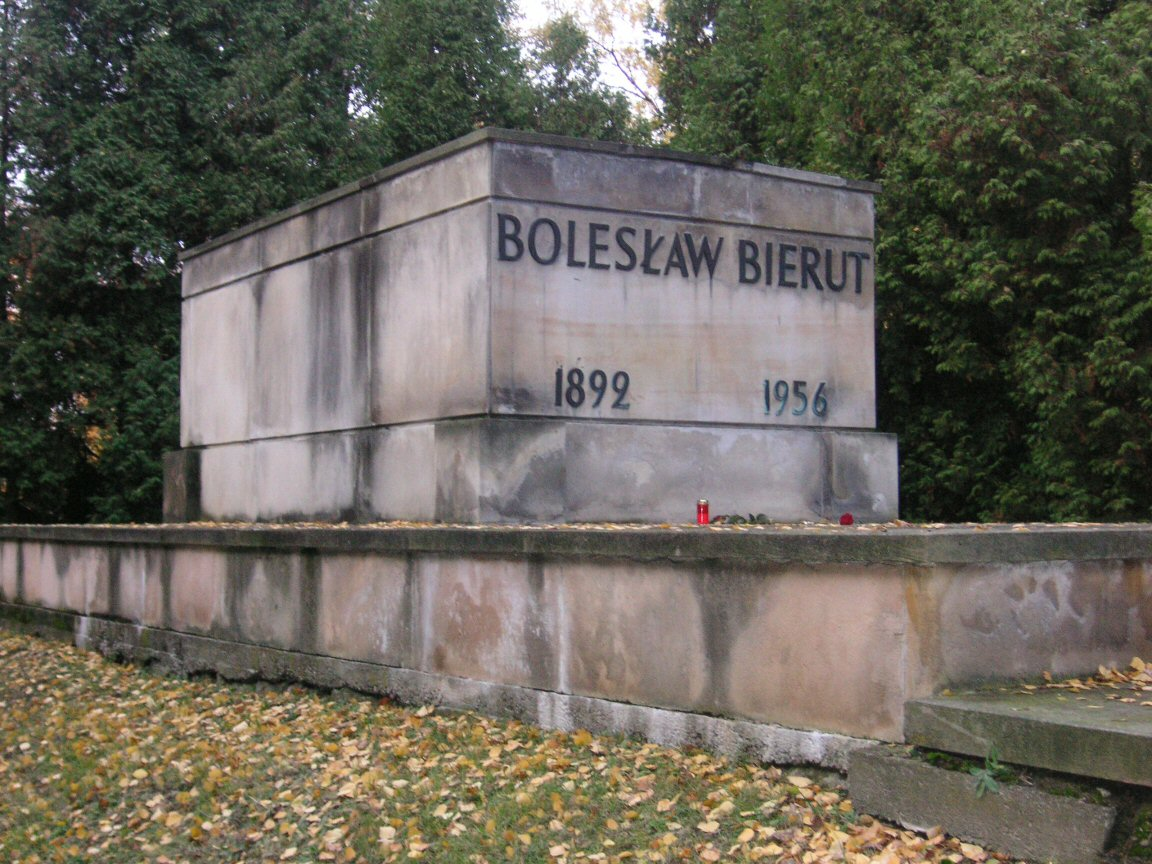
Mauzoleum Bolesława Bieruta na Powązkém hřbitově

Roku 1912 vstoupil do Polské socialistické strany (Polska Partia Socjalistyczna). Roku 1918 v této straně zorganizoval levicové křídlo, které ve stejném roce patřilo k zakladatelům nově založené Komunistické strany Polska, do jejíhož ústředního výboru byl Bierut zvolen roku 1925. V letech 1933–1939, za Pilsudského pravicové diktatury, byl vězněn. Roku 1942 patřil k zakladatelům ilegální Polské dělnické strany (Polska Partia Robotnicza), nástupkyně komunistické strany, jejímž se stal tajemníkem. PPR organizovala odbojové skupiny Gwardii Ludowou a Krajowou Radu Narodowu, jejímž byl Bierut předsedou od roku 1944. Po osvobození se stal roku 1947 prezidentem. PPR a PPS vytvořily roku 1948 Polskou sjednocenou dělnickou stranu (Polska Zjednoczona Partia Robotnicza), která byla v éře komunistického režimu hegemonní politickou silou. Bierut byl jejím nejvyšším představitelem (nejprve generálním tajemníkem, od 1954 prvním tajemníkem) až do své smrti v roce 1956.

## Smrt
Bierut zemřel za podivných okolností v Moskvě 12. března 1956 během návštěvy Sovětského svazu poté, co se zúčastnil XX. sjezdu KSSS, na kterém Nikita Sergejevič Chruščov pronesl památný Tajný projev odhalující stalinský kult osobnosti. Jeho smrt dala vzniknout nejrůznějším spekulacím.